# 南廓寺遗址
南廓寺遗址，位于中国甘肃省天水市秦州区，为一个省级文物保护单位，类型为古遗址。
南廓寺遗址的历史年代为唐、宋。